# Krétai Állam

A krétai állam zászlója.

És címere.

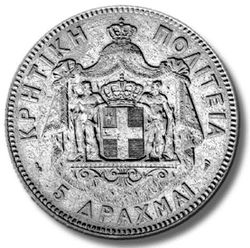
Krétán kibocsátott 5 drachma 1901-ből.

A Krétai Állam egyes forrásokban Krétai Köztársaság (görögül Κρητική Πολιτεία) 1898 és 1913 között fennállt görög államalakulat Kréta szigetén, amelynek fővárosa Haniá volt. Az állam célja a Görögországgal történő fokozatos egyesülés: Krétán az 1669 óta tartó török uralom ellen felkelés tört ki 1897-ben, amely hamarosan a görög-török háborúba csapott át. Anglia, Oroszország, Olaszország és Franciaország beavatkoztak a konfliktusba, ennek eredményeként jött létre Krétán egy külön kormány, amellyel egyensúlyt próbáltak képezni a nagyhatalmak, nehogy a térségben a hatalmi egyensúly túlságosan kilengjen. A szigetet a Görög Királyság 1908-ban megszállta, de Kréta csak 1913-ban egyesült de jure a görög anyaországgal.

## Előzmények
Kréta a Velencei Köztársaság birtokaként már élvezett egy bizonyos fokú különállást, mivel a velencei dózse külön krétai hercegnek is számított és a görög nemesség rendelkezett saját kiváltságokkal. A sziget megőrizte görög jellegét és hosszú időn át dacolt a törökök támadásai ellen. Az Oszmán Birodalomnak csak a hosszú, kimerítő és véres kandiai háború (1645–1669) árán sikerült megszereznie a szigetet, amelybe kis híján belebukott. Krétán a török uralom a legsötétebb kort és egyben gazdasági visszaesést jelentett. A görög lakosság ellenben gyakran lázadt fel a sziget török helyőrsége ellen. A törökök az ilyen lázadásokkal szemben a 19. század folyamán brutálisan felléptek.
A görög szabadságharc során a görög szárazföldi területek nagy részét megtisztították a török uralomtól, de még rengeteg sziget és az észak-görög területek álltak török uralom alatt, valamint Kis-Ázsia partvidékén és Antólia belsejében igen nagy volt a görögök száma, amelyeknek egyesítése az anyanemzettel a görög nacionalizmus legfőbb célja volt. Az oroszoktól elszenvedett számos vereség és a nemzetközi nyomás miatt a sok-sok véres megtorlás után Törökország hajlandó volt engedményeket tenni 1878-ban. Az ún. halepai paktum kilátásba helyezte, hogy Krétán török protektorátusként félig-meddig önálló állam létesülhet, de az egyezményt a törökök 1889-ben megszegték és felmondták.
A paktum megszegése azonnal feszültséget okozott a sziget török vezetősége és görög lakossága között. 1895-ben felkelés tört ki a szigeten, majd újból fellángolt 1896-ban és 1897-ben. A felkelés vezetői és a görög közvélemény nyomására a Görög Királyság hadat üzent az Oszmán Birodalomnak. A felkészületlen görög hadsereg kezdetben elfoglalta nagy részét, de a törökök csakhamar rendezték soraikat és ellentámadásukkal nemcsak a görögöket űzték ki Krétáról, hanem még Thesszáliát is elfoglalták. Ekkor avatkozott be a négy nagyhatalom, akik a görögöket rábírták, hogy tegyenek le Kréta megszerzéséről, cserébe a törökök leállították Görögország megszállását és Konstantinápoly megígérte, hogy végrehajtja a halepai paktum rendelkezéseit.

## Az állam létrejötte
1897. márciusában a nagyhatalmak ellenőrzésük alá vették a szigetet, amelyet addig négy admirális irányított. A sziget élére György görög és dán herceget szánták, mint főbiztost, de az egyensúly érdekében a nagyhatalmak azt szerették volna, ha az autonóm Kréta továbbra is török függésben marad (egyes, az Oszmán Birodalomhoz tartozó szigetek, mint Szamosz élveztek ilyen autonómiát akkoriban). Kréta különállása 1898. december 9-én vált jogerőssé, december 13-án megérkezett György Kréta szigetére, majd december 21-től kezdte kormányozni a szigetet.
Az egész folyamattal mind a görögök, mind a helyi török lakosság elégedetlen volt. A törökök augusztus 25-én például száz görögöt öltek meg, emiatt angol katonákat kellett a szigetre vezényelni és a törökeket az incidensek miatt végleg ki kellett zárni a sziget felügyeletéből.
György három évig látta el posztját. 1899. április 27-én megalakult a végrehajtó bizottság, mint Kréta kormánya. Igazságügyi minisztere Elefthériosz Venizélosz athéni jogász volt. Az állam fővárosa Chaniában volt.
Venizélosz azonban 1900-ban ellentétbe került a herceggel, mivel az igazságügyi miniszter az állam Görögországgal történő mihamarabbi egyesülését szorgalmazta. A két politikus közötti nézeteltérések jelentős törést eredményeztek a sziget hatalmi egyensúlyában. György herceg próbált kompromisszumot teremteni, de Venizélosz nagyon agresszív politikát folytatott. 1901-ben György mandátuma tíz évvel meghosszabbodott, ezért Venizélosz lemondott a tisztségéből, mert a herceg még mindig vonakodott egyesülni Görögországgal. Venizélosz ellenzékbe vonult híveivel és szembenállása György herceggel belpolitikai patthelyzetet teremtett a szigeten.

### A theriszoszi felkelés
Venizélosz és hívei titkos gyűlésre jöttek össze a Chania közelében fekvő Theriszosz községben 1905 márciusában. Theriszoszban nem sokkal ezután felkelés tört ki a krétai állam ellen, a Görögországgal való teljes egyesülésért. A sziget rendőri szervei kitartottak György mellett, de az államapparátus számos képviselője átállt Venizélosz mellé. Bár a nagyhatalmak július 18-án kijelentették, hogy a rend helyreállítása érdekében készek beavatkozni György oldalán, de semmilyen katonai fellépésre nem került sor.
Augusztus 15-én a krétai közgyűlés megszavazta Venizélosz javaslatát és megállapodást kötöttek a nagyhatalmak közvetítésével, miszerint György herceg lemond és új alkotmányt fogadnak el. Habár az 1906-os választások során György több szavazatot szerzett Venizélosszal szemben (szám szerint 38.127-et, míg Venizélosz 33.279-et), de szeptemberben a herceg lemondott és átadta a hatalmát Alexandrosz Zaimisznek.
A külföldi csapatok is kivonultak a szigetről és a görög állam megkezdte Kréta beolvasztását, de a sziget még néhány évig ténylegesen különállt Görögországtól. Kréta 1906-ban még független államként vett részt az 1906-os athéni olimpián.

## Egyesülés Görögországgal
A görög politika óvatosan kívánta Kréta bekebelezését véghez vinni, mert a külföldi csapatok kivonása után lehetséges volt egy török intervenció is. 1908-ban azonban kitört az ifjútörök forradalom, amely egy időre lekötötte Törökországot. Zaimisz miniszterelnök épp szabadságát töltötte, ezt kihasználva az egyesülés-párti görög képviselők egyoldalúan bejelentették az egyesülést Görögországgal. Ezt viszont még további négy évig nem lehetett külső beleegyezés nélkül ratifikálni. Görögország is csak 1912. októberében emelte jogerőre az első balkáni háború kitörésekor, nemzetközileg viszont 1913-tól vált érvényessé. V. Mehmed szultán a londoni egyezményben lemondott a Krétára vonatkozó minden igényéről, így az akadályok elhárultak és Chaniában felhúzták a görög zászlót. Bár a muszlim lakosság még helyben maradt, de az első világháborút követő 1923-as görög-török lakosságcsere egyezményben valamennyiüket kitelepítették Törökországba.

## Lakossága
A krétai állam lakosságáról hivatalos adat 1911-ből származik: eszerint 336,151 fő élt a szigeten, melyből 307,812 keresztény, 27,852 muzulmán és 487 zsidó.

## A sziget jelenlegi politikai helyzete
Az első világháború végéig még számos görög sziget maradt török fennhatóság alatt, míg más szigeteken angol, vagy olasz uralom érvényesült. Görögország még további görög területeket kaparintott meg a széthulló Oszmán Birodalomtól, illetve egyes tőlük távolabbra eső részeken a görögök megpróbáltak új államokat létrehozni, mint a Pontoszi Köztársaságot.
Cipruson, amely brit gyarmat volt több évtizedig, nem érvényesült a görög-török lakosságcsere, ezért az ottani muzulmánok megmaradhattak lakóhelyükön. De a görög nacionalisták fenntartották a Ciprusra vonatkozó igényüket is és 1974-ben fegyverrel próbálták végrehajtani az enóziszt, amely már Krétán is jelen volt. Ezt Törökország az ottani törökök miatt meg akarta akadályozni és katonai beavatkozással űzte ki a görögöket Ciprusról, északon megteremtve a máig el nem ismert Észak-Ciprus nevű államot.
Kréta napjainkban teljes körű tagja Görögországnak, ám a több évszázados különállás érzése még ma is fennmaradt a krétaiakban. A Görögországtól való függetlenedés néha felmerül és napjainkban is erősödni látszik a Görögországot erősen sújtó gazdasági válság miatt.

## Külső hivatkozások
- Enosis: The Union of Crete with Greece